# Efferia calienta
Efferia calienta är en tvåvingeart som beskrevs av Wilcox 1966. Efferia calienta ingår i släktet Efferia och familjen rovflugor. Inga underarter finns listade i Catalogue of Life.